# Хартализм
Хартализм, картализм, государственная (хартальная) теория денег — денежная теория, в соответствии с которой ценность денег объясняется их количеством в обращении, которое регулируется государством. Государство может эмитировать бумажные деньги, увеличивая их количество в обращении, или изымать бумажные деньги из обращения через налогообложение. Название происходит от латинского «charta» — листок бумаги.
Хартальная теория денег была разработана немецким политэкономом Георгом Фридрихом Кнаппом в начале XX века, получила своё развитие в работе английского экономиста Джона Мейнарда Кейнса «Трактат о деньгах» (1931). В дальнейшем хартальная теория денег развивалась американским экономистом Аббой Лернером, который разработал теорию функциональных финансов. Сегодня принципы хартализма развиваются в рамках современной денежной теории, называемой также «неохартализмом».
Согласно Йозефу Шумпетеру, который заимствовал это противопоставление у Кнаппа, истоки хартализма можно проследить вплоть до Платона, а истоки противостоящего ему металлизма, согласно которому ценность денег определяют товары, выступающие в качестве обеспечения (например, золото) — вплоть до Аристотеля.

## Принципы
Последователи хартальной теории денег полагают, что современная денежная система большинства стран отвечает следующим характеристикам:
- плавающий обменный курс национальной денежной единицы, что позволяет отказаться от процедуры защиты золотовалютных резервов
- монополия государства на эмиссию фиатных денег.